# Omloop van het Houtland 1976
L'Omloop van het Houtland 1976, trentaduesima edizione della corsa, si svolse il 30 settembre 1976 su un percorso con partenza e arrivo a Lichtervelde. Fu vinto dal belga Lieven Malfait della Maes Pils-Rokado davanti ai suoi connazionali Eric Jaques e José Vanackere.

## Ordine d'arrivo (Top 10)
| Pos. | Corridore         | Squadra            | Tempo |
| ---- | ----------------- | ------------------ | ----- |
| 1    | Lieven Malfait    | Maes Pils-Rokado   |       |
| 2    | Eric Jaques       | Ebo-Cinzia         |       |
| 3    | José Vanackere    | Maes Pils-Rokado   |       |
| 4    | Daniel Verplancke | Flandria-Velda     |       |
| 5    | Geert Malfait     | Maes Pils-Rokado   |       |
| 6    | Luc D'Hondt       | Maes Pils-Rokado   |       |
| 7    | Marc Lievens      | Molteni-Campagnolo |       |
| 8    | Jean-Marie Coenen |                    |       |
| 9    | Willy Van Neste   | Frisol-Gazelle     |       |
| 10   | Eric Loder        | Flandria-Velda     |       |